# Shaina de Ofiuco
Shaina de Ofiuco (シャイナ Shaina?) es un personaje de ficción del manga y anime Saint Seiya, conocido en español como Los Caballeros del Zodiaco. Es el Santo de Plata de Ofiuco y fue la maestra de entrenamiento de Cassios, quien disputó con Seiya, la Armadura de Pegaso pero fue derrotado por este último. En un principio, Shaina, se mostraba aliada al Santuario y al Patriarca hasta que reconoce sus sentimientos por Seiya.

## Características

### Apariencia
Shaina es una mujer de constitución atlética; su cabello es de color verde claro, como todo caballero femenino siempre mantiene su rostro oculto bajo una máscara. Contrario a lo que su actitud pudiera sugerir, su rostro es bello, suave y apacible. Su indumentaria consta de un leotardo color marrón, un malla gris en su brazo derecho, unas mallas verdes, calentadores de piernas rosa y unos zapatos de tacón amarillos. A diferencia de otras armaduras de plata la suya cubre menos zonas corporales, constando solo de un pectoral, 2 rodilleras, un único brazalete para el antebrazo izquierdo que va desde los dedos hasta el codo y usa una diadema/corona endosada en paralelo a la cabeza para ir de oreja a oreja; en la parte superior está tallada la cabeza de una cobra, ligeramente doblada como si estuviera arrastrándose hacia adelante.

### Personalidad
Al principio parece muy convencida de sus medios, pero sobre todo es muy agresiva, engañosa y resentida. Desde el principio tiene una excusa para odiar a Seiya, porque odia a los japoneses que no se consideran adecuados como Caballeros de Athena. El odio a Seiya crece cuando derrota a su alumno Cassios por la Armadura de Pegaso. Luego, ella se convirtió en el mayor rival para el Santo de Bronce, ya que la primera vez que ambos lucharon, Seiya rompió la máscara de la Amazona y vio su rostro, algo que está estrictamente prohibido. Según las reglas del Santuario, cuando el rostro de un Santo femenino es visto por un hombre, ella solo tiene dos opciones, matarlo o amarlo. Pero al final decide amarlo, llevándola a asumir una personalidad mucho más suave y protectora hacia su amado, así como el espíritu de sacrificio y dedicación a la causa de Seiya y compañeros.

## Historia

### Infancia
Al igual que las demás mujeres candidatas a Santos de Athena, tuvo que renunciar a su feminidad ocultando su rostro bajo una máscara. Shaina realizó su entrenamiento para caballero en el Santuario, en una zona apartada reservada para el entrenamiento de las mujeres. Shaina era la más fuerte de su grupo de entrenamiento, siendo capaz de vencer al resto del grupo ella sola. Una tarde llegó hasta allí un pequeño conejo sacando el lado más dulce de Shaina, llegando incluso a que esta se quitase la máscara. Entonces llegó Seiya y Shaina se enfada diciéndole que los hombres no pueden acercarse al campo de entrenamiento de las mujeres. Seiya le dice que no se dio cuenta porque estaba intentando coger su cena. Shaina se lanza a pelear contra Seiya, pero se detiene por culpa de una herida que se hizo durante el entrenamiento. Seiya se acerca, y tras arrancarse parte de su camiseta, le venda el brazo a Shaina para que deje de sangrar. Seiya le dice que aunque se haga la dura, es sensible y que se dio cuenta en cuanto la vio con el conejo y se va.

### Antes de Las 12 Casas
En un principio, Shaina se mostraba aliada al Santuario y al Patriarca, principalmente, por la envidia que sentía hacia Marin y Seiya, debido a que este último venció a su discípulo Cassios en el combate para obtener la Armadura de Pegaso. Luego, ella se convirtió en el mayor rival para el Santo de Bronce, ya que la primera vez que ambos lucharon, Seiya rompió la máscara de la santa y vio su rostro, algo que está estrictamente prohibido. Según las reglas del Santuario, cuando el rostro de un Santo femenino es visto por un hombre, ella solo tiene dos opciones, matarlo o amarlo.
Shaina se pone a entrenar duramente para ser más fuerte y vengarse.
Pasado un tiempo Shaina desea probar su fuerza y de paso vengarse de Marin, por lo que prepara una encerrona consiguiendo un supuesto combate de entrenamiento, Shaina empieza probando a Marin y aunque consigue esquivar no puede aguantar la lucha cuerpo a cuerpo y se ve obligada a retroceder, cansada y jadeando. Shaina se burla de ella y le hace ver que este es un combate de verdad y aunque Marin consigue ponerse en guardia, cae noqueada con un simple Thunder Claw. Shaina derrota a Marin, pero en su venganza Shaina quiere infligir el mayor dolor posible antes de acabar con su rival y no deja que Marin se pueda recuperar, sigue golpeándola para paralizar sus movimientos sin dejarla inconsciente hasta que con una patada en la cabeza la lanza contra los soldados y queda completamente aturdida a su merced, entonces Shaina cambia de estrategia y se abalanza sobre Marin usando sus puños que la golpean aún más fuerte. Shaina humilla completamente a Marin dándole una paliza brutal, Marin no puede reaccionar ante una serie de puñetazos tan demoledores, rápidamente comienza a sangrar abundantemente pero Aioria de Leo interrumpe rápidamente la pelea salvando a Marin antes de que Shaina acabe con ella.
Más tarde, recomienda a su amiga Geist , para que sea enviada a acabar con los Santos de Bronce, sin embargo, al enterarse de que esta es asesinada, decide tomar venganza. Es cuando con la ayuda de dos Santos de Plata, Algol de Perseo y Spartan, atrapan a Seiya, Shiryu y Shun, en una isla, enfrentándose nuevamente al Pegaso, pero esta vez siendo vencida por una nueva técnica de su rival. Finalmente, ayuda a Jamian de Cuervo, otro Santo de Plata, en el secuestro Shaina conoce a Seiya de Athena, pero termina derrotada por un ataque Shaina, tiene otro enfrentamiento con Seiya, cuando este se encuentra recuperando su heridas en el Hospital de la Fundación Graude . En ese momento, la santa le dice al Pegaso que debe matarlo, ya que en el pasado él vio su rostro. Sin embargo, el combate es interrumpido por la llegada de Aioria de Leo. En esta ocasión, Shaina reconoce que ama a Seiya y lo protege con su cuerpo del mortal ataque del Santo de Oro, terminando gravemente herida, motivo por el cual Aioria, decide retirarse y llevarla al Santuario para sanar sus heridas.
- Datos: Q3481241